# Peachia koreni
Peachia koreni är en havsanemonart som beskrevs av McMurrich 1893. Peachia koreni ingår i släktet Peachia och familjen Haloclavidae. Inga underarter finns listade i Catalogue of Life.